# Liste der Orte im Landkreis Fürth
Die Liste der Orte im Landkreis Fürth listet die 129 amtlich benannten Gemeindeteile (Hauptorte, Kirchdörfer, Pfarrdörfer, Dörfer, Weiler und Einöden) im Landkreis Fürth auf.

## Systematische Liste
Alphabet der Städte und Gemeinden mit den zugehörigen Orten.
- Der Markt Ammerndorf mit 2 Gemeindeteilen:
  - Hauptort Ammerndorf
  - Einöde Bubenmühle

- Der Markt Cadolzburg mit 16 Gemeindeteilen:
  - Hauptort Cadolzburg
  - Pfarrdorf Zautendorf
  - Kirchdorf Roßendorf
  - Dörfer Deberndorf, Egersdorf, Gonnersdorf, Greimersdorf, Rütteldorf, Seckendorf, Steinbach, Vogtsreichenbach und Wachendorf
  - Weiler Ballersdorf
  - Einöden Pleikershof, Schwadermühle und Waldhaus

- Die Gemeinde Großhabersdorf mit 12 Gemeindeteilen:
  - Pfarrdorf Großhabersdorf
  - Kirchdörfer Oberreichenbach, Unterschlauersbach und Vincenzenbronn
  - Dörfer Fernabrünst, Schwaighausen und Wendsdorf
  - Weiler Hornsegen und Weihersmühle
  - Einöden Bronnenmühle, Stammesmühle und Ziegelhütte

- Die Stadt Langenzenn mit 23 Gemeindeteilen:
  - Hauptort Langenzenn
  - Pfarrdorf Laubendorf
  - Kirchdörfer Keidenzell und Kirchfembach
  - Dörfer Burggrafenhof, Heinersdorf, Horbach, Lohe und Stinzendorf
  - Weiler Alizberg, Erlachskirchen, Hammerschmiede, Hardhof, Hausen, Klaushof, Lohmühle und Wittinghof
  - Einöden Gauchsmühle, Göckershof, Hagenmühle, Hammermühle, Ödenhof und Wasenmühle

- Die Stadt Oberasbach mit 6 Gemeindeteilen:
  - Hauptort Oberasbach
  - Pfarrdörfer Altenberg, Kreutles und Unterasbach
  - Dorf Rehdorf
  - Einöde Neumühle

- Die Gemeinde Obermichelbach mit 3 Gemeindeteilen:
  - Pfarrdorf Obermichelbach
  - Dörfer Rothenberg und Untermichelbach

- Die Gemeinde Puschendorf mit dem gleichnamigen Pfarrdorf

- Der Markt Roßtal mit 17 Gemeindeteilen:
  - Hauptort Roßtal
  - Kirchdörfer Buchschwabach, Buttendorf, Clarsbach und Weitersdorf
  - Dörfer Defersdorf, Großweismannsdorf, Kleinweismannsdorf, Neuses, Oedenreuth, Raitersaich, Stöckach und Trettendorf
  - Weiler Kastenreuth, Kernmühle und Wimpashof
  - Einöde Herboldshof

- Die Gemeinde Seukendorf mit 5 Gemeindeteilen:
  - Pfarrdorf Seukendorf
  - Dorf Hiltmannsdorf
  - Einöden Erzleitenmühle, Kohlersmühle und Taubenhof

- Die Stadt Stein mit 10 Gemeindeteilen:
  - Hauptort Stein
  - Pfarrdorf Oberweihersbuch
  - Dörfer Bertelsdorf, Eckershof, Gutzberg, Loch, Oberbüchlein, Sichersdorf, Unterbüchlein und Unterweihersbuch

- Die Gemeinde Tuchenbach mit dem gleichnamigen Dorf

- Die Gemeinde Veitsbronn mit 7 Gemeindeteilen:
  - Pfarrdorf Veitsbronn
  - Dörfer Bernbach, Kagenhof, Kreppendorf, Raindorf, Retzelfembach und Siegelsdorf

- Der Markt Wilhermsdorf mit 14 Gemeindeteilen:
  - Hauptort Wilhermsdorf
  - Pfarrdorf Kirchfarrnbach
  - Dörfer Altkatterbach, Dippoldsberg, Dürrnfarrnbach, Kreben, Meiersberg und Unterulsenbach
  - Weiler Fallmeisterei, Lösleinshäuslein und Oberndorf
  - Einöden Lenzenhaus, Riedelshäuslein und Wolfsmühle

- Die Stadt Zirndorf mit 12 Gemeindeteilen:
  - Hauptort Zirndorf
  - Dörfer Anwanden, Banderbach, Bronnamberg, Leichendorf, Lind, Weiherhof, Weinzierlein und Wintersdorf
  - Gut Wolfgangshof
  - Einöden Alte Veste und Leichendorfermühle

## Alphabetische Liste
In Fettschrift erscheinen die Orte, die namengebend für die Gemeinde sind.

### A
- Alizberg zu Langenzenn
- Alte Veste zu Zirndorf
- Altenberg zu Oberasbach
- Altkatterbach zu Wilhermsdorf
- Ammerndorf
- Anwanden zu Zirndorf

### B
- Ballersdorf zu Cadolzburg
- Banderbach zu Zirndorf
- Bernbach zu Veitsbronn
- Bertelsdorf zu Stein
- Bronnamberg zu Zirndorf
- Bronnenmühle zu Großhabersdorf
- Bubenmühle zu Ammerndorf
- Buchschwabach zu Roßtal
- Burggrafenhof zu Langenzenn
- Buttendorf zu Roßtal

### C
- Cadolzburg
- Clarsbach zu Roßtal

### D
- Deberndorf zu Cadolzburg
- Defersdorf zu Roßtal
- Dippoldsberg zu Wilhermsdorf
- Dürrnfarrnbach zu Wilhermsdorf

### E
- Eckershof zu Stein
- Egersdorf zu Cadolzburg
- Erlachskirchen zu Langenzenn
- Erzleitenmühle zu Seukendorf

### F
- Fallmeisterei zu Wilhermsdorf
- Fernabrünst zu Großhabersdorf

### G
- Gauchsmühle zu Langenzenn
- Göckershof zu Langenzenn
- Gonnersdorf zu Cadolzburg
- Greimersdorf zu Cadolzburg
- Großhabersdorf
- Großweismannsdorf zu Roßtal
- Gutzberg zu Stein

### H
- Hagenmühle zu Langenzenn
- Hammermühle zu Langenzenn
- Hammerschmiede zu Langenzenn
- Hardhof zu Langenzenn
- Hausen zu Langenzenn
- Heinersdorf zu Langenzenn
- Herboldshof zu Roßtal
- Hiltmannsdorf zu Seukendorf
- Horbach zu Langenzenn
- Hornsegen zu Großhabersdorf

### K
- Kagenhof zu Veitsbronn
- Kastenreuth zu Roßtal
- Keidenzell zu Langenzenn
- Kernmühle zu Roßtal
- Kirchfarrnbach zu Wilhermsdorf
- Kirchfembach zu Langenzenn
- Klaushof zu Langenzenn
- Kleinweismannsdorf zu Roßtal
- Kohlersmühle zu Seukendorf
- Kreben zu Wilhermsdorf
- Kreppendorf zu Veitsbronn
- Kreutles zu Oberasbach

### L
- Langenzenn
- Laubendorf zu Langenzenn
- Leichendorf zu Zirndorf
- Leichendorfermühle zu Zirndorf
- Lenzenhaus zu Wilhermsdorf
- Lind zu Zirndorf
- Loch zu Stein
- Lohe zu Langenzenn
- Lohmühle zu Langenzenn
- Lösleinshäuslein zu Wilhermsdorf

### M
- Meiersberg zu Wilhermsdorf

### N
- Neumühle zu Oberasbach
- Neuses zu Roßtal

### O
- Oberasbach
- Oberbüchlein zu Stein
- Obermichelbach
- Oberndorf zu Wilhermsdorf
- Oberreichenbach zu Großhabersdorf
- Oberweihersbuch zu Stein
- Ödenhof zu Langenzenn
- Oedenreuth zu Roßtal

### P
- Pleikershof zu Cadolzburg
- Puschendorf

### R
- Raindorf zu Veitsbronn
- Raitersaich zu Roßtal
- Rehdorf zu Oberasbach
- Retzelfembach zu Veitsbronn
- Riedelshäuslein zu Wilhermsdorf
- Roßendorf zu Cadolzburg
- Roßtal
- Rothenberg zu Obermichelbach
- Rütteldorf zu Cadolzburg

### S
- Schwadermühle zu Cadolzburg
- Schwaighausen zu Großhabersdorf
- Seckendorf zu Cadolzburg
- Seukendorf
- Sichersdorf zu Stein
- Siegelsdorf zu Veitsbronn
- Stammesmühle zu Großhabersdorf
- Stein
- Steinbach zu Cadolzburg
- Stinzendorf zu Langenzenn
- Stöckach zu Roßtal

### T
- Taubenhof zu Seukendorf
- Trettendorf zu Roßtal
- Tuchenbach

### U
- Unterasbach zu Oberasbach
- Unterbüchlein zu Stein
- Untermichelbach zu Obermichelbach
- Unterschlauersbach zu Großhabersdorf
- Unterulsenbach zu Wilhermsdorf
- Unterweihersbuch zu Stein

### V
- Veitsbronn
- Vincenzenbronn zu Großhabersdorf
- Vogtsreichenbach zu Cadolzburg

### W
- Wachendorf zu Cadolzburg
- Waldhaus zu Cadolzburg
- Wasenmühle zu Langenzenn
- Weiherhof zu Zirndorf
- Weihersmühle zu Großhabersdorf
- Weinzierlein zu Zirndorf
- Weitersdorf zu Roßtal
- Wendsdorf zu Großhabersdorf
- Wilhermsdorf
- Wimpashof zu Roßtal
- Wintersdorf zu Zirndorf
- Wittinghof zu Langenzenn
- Wolfgangshof zu Zirndorf
- Wolfsmühle zu Wilhermsdorf

### Z
- Zautendorf zu Cadolzburg
- Ziegelhütte zu Großhabersdorf
- Zirndorf

| ↑ Zurück zum Inhaltsverzeichnis |